# Schweizer Preise Darstellende Künste
Die Schweizer Preise Darstellende Künste sind seit 2021 vom Schweizer Bundesamt für Kultur verliehene Kulturpreise. Vergeben wird im Bereich der darstellenden Künste ein Schweizer Grand Prix Darstellende Künste / Hans-Reinhart-Ring, zwei bis drei Tanzpreise, sechs bis sieben Theaterpreise sowie je ein Preis für eine Tanzproduktion und eine Theaterproduktion. Zudem wird in Partnerschaft mit der Stanley Thomas Johnson Stiftung der June Johnson Newcomer Prize vergeben.
Zuvor wurden vom Bundesamt für Kultur von 2013 bis 2019 biennal Schweizer Tanzpreise und von 2014 bis 2020 jährlich Schweizer Theaterpreise sowie seit 1957 der Hans-Reinhart-Ring verliehen. Sie wurden 2021 unter dem Dach der Darstellenden Künste zusammengeführt und werden nun jährlich in einer gemeinsamen Veranstaltung verliehen.
Erster Austragungsort war am 28. Oktober 2021 das neu erbaute Théâtre du Jura in Delémont.

## Preisträger 2021

### Schweizer Grand Prix Darstellende Künste / Hans-Reinhart-Ring
- Martin Zimmermann[3][4]

### Schweizer Preis Darstellende Künste
- Nicole Seiler: Multimediale Kreationen
- Ballet Junior de Genève: Schmiede für den Tanznachwuchs
- Festivals Groove‘N’Move & Breakthrough: Urbaner Tanz im Durchbruch
- Mathieu Bertholet: Umtriebiger Autor und Brückenbauer
- Tanya Beyeler: Verstörende Bühnennarrative
- fleischlin/meser: Spielerische Rollenreflexionen
- Joël Maillard: Seltsame Bühnen-Universen
- Antje Schupp: Vielseitige Ko-Kreationen
- Manuel Stahlberger: Feinsinnige Gesellschaftskritik

### Schweizer Preis Tanzproduktion
- LUMEN / Jasmine Morand

### Schweizer Preis Theaterproduktion
- Der Mensch erscheint im Holozän / Alexander Giesche

### June Johnson Newcomer Prize
- Mirjam Gurtner

## Preisträger 2022

### Schweizer Grand Prix Darstellende Künste / Hans-Reinhart-Ring
- Barbara Frey

### Schweizer Preis Darstellende Künste
- Susanne Schneider / BewegGrund: Pionierin der Inklusion
- Frida León Beraud: Sozial engagiertes Puppenspiel
- Geschwister Pfister: Perfektioniertes Musikkabarett
- Marco Berrettini: Tanz abseits des Mainstreams
- Mike Müller: Wandlungsfähiger Schauspieler
- Paola Gianoli: Tanzvermittlerin im Puschlav
- Sophie Gardaz: Netzwerkerin im (Kinder-)Theater
- Ticino is Burning: Vision aus dem Tessin
- Yann Marussich: Persönlichkeit der Performance

### Schweizer Preis Tanzproduktion
- La Peau de l’Espace / Yasmine Hugonnet

### Schweizer Preis Theaterproduktion
- Manuel d’exil / Maya Bösch

### June Johnson Newcomer Prize
- InQdrt: Liaison von Tanz und Parkour

## Preisträger 2023

### Schweizer Grand Prix Darstellende Künste / Hans-Reinhart-Ring
- Cindy Van Acker: Feinsinnige und widerständige Choreografin

### Schweizer Preis Darstellende Künste
- Rébecca Balestra: Aufstrebende Komödiantin
- Bruno Cathomas: Grossartiger (Volks-)Schauspieler
- Ntando Cele: Unbequeme und humorvolle Performerin
- Tiziana Conte: Unermüdliche Tanzpromotorin
- Barbara Giongo & Nataly Sugnaux Hernandez: Umsichtige Theaterleiterinnen
- Sandro Lunin: Weltenverbindender Programmmacher
- Circus Monti: Innovative Zirkusgeschichte(n)
- Jeremy Nedd: Global aktiver Tanz-Shootingstar
- Tellspiele Altdorf: Hochprofessionelles Laientheater

### Schweizer Preis Tanzproduktion
- Blast! / Ruth Childs: Explosive Verkörperung von Emotionen

### Schweizer Preis Theaterproduktion
- EWS – Der einzige Politthriller der Schweiz vom Theater Neumarkt: Echo zu Schweizer Politikgeschichte

### June Johnson Newcomer Prize
- Marc Oosterhoff / Cie Moost: Spartenübergreifende Virtuosität

## Preisträger 2024

### Schweizer Grand Prix Darstellende Künste / Hans-Reinhart-Ring
- Lilo Baur

### Schweizer Preis Darstellende Künste
- Anne Delahaye: Herausragende Interpretin
- Petra Fischer: Dramaturgin/Vermittlerin im Jungen Theater
- Ursina Greuel: Engagierte Theatermacherin
- Ueli Hirzel: Pionier des zeitgenössischen Zirkus
- Marchepied Cie: Wichtiges Tanzsprungbrett
- Ivy Monteiro: Queere Ballroom-Aktivistin
- Old Masters: Plastische Gesamtkunstwerke
- Philippe Olza: Vielschichtiger Tanzproduzent
- Adina Secretan: Umtriebige Dramaturgin

### Schweizer Preis Tanzproduktion
- «L’œil nu»: Stellare Erinnerungsspiele

### Schweizer Preis Theaterproduktion
- «Introducing Living Smile Vidya»: Humorvolles Trans-Solo

### June Johnson Newcomer Prize
- Anna-Marija Adomaityte: Tanzen gegen Normen